# John Evan Baldwin
John Evan Baldwin, FRS, angleški astronom in astrofizik, * 6. december 1931, † 7. december 2010.

## Življenje in delo
Baldwin je od leta 1949 študiral na Univerzi v Cambridgeu. Od leta 1954 je delal na Observatoriju za radijsko astronomijo Mulard (MRAO, Mullard Radio Astronomy Observatory) (danes Cavendisheva astrofizikalna skupina (Cavendish Astrophysics Group). Igral je pionirsko vlogo pri razvoju interferometrije in radijske astronomije, kasneje pa pri razvoju astronomske optične interferometrije in tehnik razmazanih slik. Izdelal je prve karte radijskega sevanja Andromedine galaksije in Perzejevega roja galaksij (Abell 426). Izmeril je značilnosti mnogo galaksij z aktivnimi jedri.
S sodelavci z MRAO je leta 1985 izvedel na videz enostaven poskus. Zamaskirali so odprtino 2200 mm infrardečega daljnogleda na Mauna Kei, tako da je svetloba potovala le skozi 3 majhne luknjice. »Tako smo dobili trojni niz prekrivajočih se vrhov,« je kasneje Baldwin zapisal za Physics Today, »in lahko smo odpravili večino motenj, ki jih je povzročalo nemirno ozračje. Izkazalo se je, da je stvar zelo enostavna.« Nato so izvedli podoben poskus v vidni svetlobi in pred 4200 mm daljnogled William Hershel na Kanarskih otokih postavili masko s 5 luknjami. Daljnogled so usmerili proti Betelgezi in na njenem površju ločili veliko svetlo piko. To je bila prva slika kakšne druge zvezdne površine. Betelgezo so posneli tudi s Hubbleovim orbitalnim daljhnogledom kar je bilo odločilnega pomena, da so britansko vlado prepričali v financiranje izdelave COAST v Harltonu blizu Cambridgea.
Baldwin je sodeloval pri projektu COAST (Cambdridge Optical Aperture Synthesis Telescope), s katerim so dosegli ločljivost 0,01". Ta vrednost utegne zadostovati za prepoznavo 50 mm velikega telesa v razdalji 1000 km. To za faktor 5 presega ostrino slike, ki naj bi jo dosegel Hubbleov vesoljski daljnogled. COAST je sestavljen iz štirih 100 mm daljnogledov, ki so drug od drugega nameščeni v razdalji 10 m. Če bi razdaljo povečali na 100 m, bi ločljivost lahko povečali na 0,001". Tudi glede stroškov Hubbleov vesoljski daljnogled ne more tekmovati s COAST. Ta je stal dobrih 2 milijona dolarjev, medtem ko skupni stroški za Hubblea znašajo približno 4 milijarde mark. Septembra 1995 je COAST s 3 daljnogledi prvič uspešno izvedel meritve velikosti Kapele, s katero je poskušal že Michelson pred 75 leti. Pri daljnih rdečih valovnih dolžinah okoli 820 nm je bila z razdaljo 6 m ločljivost 0,030". To je bilo dovolj, da sta se pokazali obe zvezdi v paru in njuno gibanje okoli skupnega težišča. Niso pa razločili njunih površin. Tudi v ZDA, Avstraliji in Franciji pospešujejo projekte nove astronomske opazovalne tehnologije. Tako je ameriška državna fundacija za znanost Državni univerzi Georgie v Atlanti dala na voljo 5,5 milijona dolarjev za postavitev 400 m velike astronomske interferometrične naprave. Središče za astronomijo visoke ločljivosti te univerze (Center for High Angular Resolution Astronomy - CHARA) od leta 1999 z novo napravo CHARA array z največjo oddaljenostjo 352 m raziskuje površino več tisoč zvezd. Od decembra 1993 deluje tudi interferometer IOTA Središča za astrofiziko Smithsonovega inštituta, Univerza Harvard, Cambridge, na Mt. Hopkins s 3 daljnogledi in največjo razdaljo 38 m. Od leta 1995 pa tudi interferometer PTI Laboratorija za reaktivni pogon (JPL) z dvema daljnogledoma in največjo razdaljo 110 m. COASTov veliki dosežek so kmalu ponovili z njegovim večjim dvojnikom, Prototipnim optičnim interferometrom (Navy Prototype Optical Interferometer, NPOI) Pomorski observatorij ZDA (U. S. Naval Observatory), Pomorski raziskovalni laboratorij ZDA (U. S. Naval Research Laboratory), Lowllov observatorij (Lowell Observatory)), zgrajenim na Anderson Mesa južno od Flagstaffa v Arizoni. NPOI je danes največji delujoči interferometer, s katerim lahko dobijo slike opazovanega telesa. Prvič so merili z njim marca 1996. Razdalja med daljnogledi je trenutno 38 m, zato po ločljivosti prekaša COAST. Inštrumentove velike zakasnilne črte so načrtovali tako, da zmorejo uravnovesiti oddaljenosti kar do 435 m. Razvili so tudi dva načrta izgradnje velikega interferometra. V prvega je vključen par 10.000 mm daljnogledov Keck I in II na Mauna Kei, v drugega pa štirje 8200 mm daljnogledi VLT (Very Large Telescope) Evropskega južnega observatorija na Cerro Paranal v Čilu. Prvi deluje od leta 1999, druga pa od leta 2003. Še večjo ločljivost od interferometra NPOI bo imela naprava MROI, sestavljena iz desetih daljnogledov s premeri 1,4 m. Postavili jo bodo v osrednji Novi Mehiki na gorskem grebenu Magdalena v okrožju Socorro. Kasneje bodo prav gotovo postavili takšne naprave tudi v Zemljino tirnico, na Luno in neznano kdaj celo na tirnico okoli Sonca, kjer bi bile razdalje ogromne.

## Priznanja

### Nagrade
Baldwinu je Ameriški fizikalni inštitut leta 1997 podelil Guthriejevo medaljo, leta 2001 pa mu je za njegovo delo in tehnične doprinose na področju interferometrije Kraljeva astronomska družba podelila Medaljo Jackson-Gwiltove.
Od leta 1999 je bil Baldwin dosmrtni član Kolidža Queens'.